# No-name bay
Die No-name bay (englisch für Namenlose Bucht) ist eine Bucht an der Nordküste Südgeorgiens im Südatlantik. Sie liegt westlich des nördlichen Endes des Ranger Ridge und südsüdöstlich des Cave Point auf der Barff-Halbinsel am Ostufer der Cumberland East Bay.
Das UK Antarctic Place-Names Committee bestätigte 2020 die eigenwillige Namensgebung, die seit langem bei Wissenschaftlern der Forschungsstation auf dem King Edward Point etabliert ist.